# Ramon Franch Baiges
Ramon Franch Baiges   (Cambrils, 22 d'abril de 1930 - Cambrils, 28 de febrer de 1988) va ser un agricultor i polític català, diputat al Parlament de Catalunya.

## Biografia
Va treballar com a agricultor i tenia la seva pròpia empresa agrària. Va ser president (durant 12 anys) i vicepresident de la Cambra Agrària de Cambrils, i durant vuit anys vocal de la junta rectora de la Cooperativa Agrària de Cambrils, vocal
durant quatre anys de la Unió de Federacions Agràries d'Espanya, vocal de la Cambra Agrària Provincial i president de la Unió de Sindicats Agraris de Catalunya-Joves Agricultors.
A les eleccions al Parlament de Catalunya de 1980 fou elegit diputat per la circumscripció de Tarragona dins les llistes de Centristes de Catalunya-UCD. Dins del Parlament de Catalunya fou president de la comissió d'investigació sobre el conjunt d'actuacions del Consell Executiu en relació amb l'empresa Rània, SA. No es va presentar a les eleccions de 1984.
Va morir a Cambrils el 28 de febrer de 1988.